# Aaron Leya Iseka
Aaron Leya Iseka, né le 15 novembre 1997 à Bruxelles en Belgique, est un footballeur belge qui joue au poste d'attaquant au CSKA Sofia.

## Biographie

### En club

#### RSC Anderlecht
Après des performances remarquables dans les équipes de jeunes du RSC Anderlecht, il est lancé dans l'effectif professionnel le 13 décembre 2014 à l'occasion d'un match de Coupe de Belgique face au KV Malines, avant d'inscrire son premier but dans cette même compétition quelques semaines plus tard, cette fois-ci face au SV Zulte-Waregem.
En mars 2015, il signe un contrat professionnel de cinq ans avec son club formateur.

#### Olympique de Marseille
Le 23 juillet 2016, il s'engage officiellement dans le club de l'Olympique de Marseille sous la forme d'un prêt sans option d'achat, seulement vingt jours après le départ de son frère pour Chelsea. Après des débuts assez convaincants en matchs amicaux avec notamment un but marqué, il connaît ses premières minutes sous le maillot olympien en compétition officielle le 21 août 2016 en remplaçant Bouna Sarr face à l'EA Guingamp pour le compte de la deuxième journée de Ligue 1 lors d'une défaite de l'OM deux buts à un, avant d'être titularisé cinq jours plus tard pour la réception du FC Lorient, victoire des Marseillais deux buts à zéro. À la fin de la première partie de saison, le RSC Anderlecht annonce que Leya Iseka était contraint de jouer un minimum de minutes sous le maillot marseillais. Ce quota n'ayant pas été atteint, il doit quitter le club phocéen. Ainsi, Leya Iseka est fortement pressenti pour un nouveau prêt de la part de son club d'Anderlecht, à savoir du côté du SV Zulte Waregem mais le club de la capitale belge refuse sèchement le transfert de son joueur, les deux clubs étant en conflit à la suite d'une affaire concernant un transfert raté de Thorgan Hazard. Leya Iseka reste donc à l'OM.

#### SV Zulte Waregem
Le 21 juin 2017, Leya Iseka est officiellement prêté au SV Zulte Waregem, plus de six mois après le premier prêt avorté.

#### Toulouse FC

##### Saison 2018-2019
Le 29 juin 2018, Leya Iseka signe au Toulouse FC pour quatre ans. Il débute sous ses nouvelles couleurs le 10 août 2018 contre son ancien club de l'Olympique de Marseille (1re journée, défaite 4-0). Neuf jours plus tard, il ouvre le score face aux Girondins de Bordeaux (2e journée, victoire 2-1). L'attaquant connaît sa première expulsion en carrière le 30 septembre à Rennes. Contestant avec véhémence une décision arbitrale, il est suspendu trois matches. Sur la première partie de saison, il apparaît à 13 reprises dont 11 titularisations pour 3 buts inscrits. Il connaît une phase retour plus compliquée, ne trouvant qu'une seule fois le chemin des filets, lors de l'avant-dernière journée face à Marseille (défaite 2-5). Il clôt sa première saison avec 28 apparitions en Ligue 1, dont 15 titularisations, pour 4 buts marqués.
En Coupe de France, il réalise un doublé contre le Stade de Reims le 22 janvier 2019 qui permet à Toulouse d'aller aux tirs au but et de se qualifier pour les huitièmes de finale.

##### Saison 2019-2020
La saison 2019-2020 voit le Toulouse FC enchaîner les mauvais résultats en championnat tandis que le Belge perd du temps de jeu. Il provoque un penalty et marque son premier but de la saison le 15 septembre 2019 pour un nul 2-2 face à l'AS Saint-Étienne. Le 15 février 2020, Leya Iseka rate un penalty mal tiré dans le temps additionnel contre l'OGC Nice qui aurait permis aux Toulousains de revenir à 1-1. Finalement, la rencontre se termine sur le score de 0-2 et le club s'enfonce un peu plus dans la crise, classé lanterne rouge de Ligue 1. Profondément touché par ce raté qui conclut une soirée difficile pour lui, le joueur fond en larmes au coup de sifflet final. La saison prend fin prématurément en mars 2020 à cause de la pandémie de Covid-19 alors que Leya Iseka affiche un faible bilan statistique, n'ayant débuté titulaire que six des 28 journées disputées contre 16 entrées et n'ayant inscrit que 2 buts.

##### Saison 2020-2021
Malgré la descente des Violets, Leya Iseka décide de rester au club à l'été 2020. Le 22 août 2020, le Belge est titularisé par Patrice Garande en ouverture de la Ligue 2 contre Dunkerque (défaite 0-1). Il apparaît une dernière fois la semaine suivante, disputant 12 minutes de jeu, avant de ne plus être convoqué. Avec 31 joueurs sous contrat mi-septembre, il fait partie des départs souhaités.

#### FC Metz
Le 29 octobre 2020, il est prêté avec option d'achat au FC Metz. Il y arrive en tant que joker médical à la suite de la grave blessure d'Ibrahima Niane, victime d'une rupture du ligament croisé antérieur du genou droit. Il inscrit ses deux premiers buts sur penalty, face FC Nantes (11e journée, 1-1) puis à Montpellier (15e journée, victoire 0-2). Il inscrit son premier but dans le jeu sur la pelouse de l'Olympique lyonnais (20e journée, victoire 0-1), récidivant la semaine suivante face à Nantes (21e journée, victoire 2-0). Muet par la suite et ne parvenant pas à s'imposer dans le onze messin, il n'est pas retenu par Antonetti pour les trois dernières journées de la saison, le club ne comptant pas sur lui et ne souhaitant pas lever son option d'achat.
De retour à Toulouse, s'il effectue la préparation estivale avec le groupe professionnel, il ne fait pas partie du projet de Philippe Montanier et est invité à trouver un nouveau point de chute,.

### En sélections nationales
Le 23 mars 2017, et alors qu'il n'a plus joué depuis trois mois en équipe première avec l'Olympique de Marseille, il est appelé par Johan Walem en équipe de Belgique espoirs pour la première fois de sa carrière. Il rentre au jeu à la 86ème minute face à Malte (succès belge 2 - 1). Le 9 novembre 2017, il inscrit le troisième but, synonyme de victoire, des belges contre Chypre dans le temps additionnel (succès 3-2).

## Statistiques

### En club
| Saison                | Club                          | Championnat           | Championnat | Championnat | Championnat | Coupe(s) nationale(s) | Coupe(s) nationale(s) | Coupe(s) nationale(s) | Supercoupe | Supercoupe | Supercoupe | Compétition(s) continentale(s) | Compétition(s) continentale(s) | Compétition(s) continentale(s) | Compétition(s) continentale(s) | Total | Total | Total |
| Saison                | Club                          | Division              | M.          | B.          | P.d.        | M.                    | B.                    | P.d.                  | M.         | B.         | P.d.       | Comp.                          | M.                             | B.                             | P.d.                           | M.    | B.    | P.d.  |
| 2014-2015             | RSC Anderlecht                | Jupiler Pro League    | 9           | 0           | 0           | 4                     | 1                     | 0                     | -          | -          | -          | C3                             | 2                              | 0                              | 0                              | 15    | 1     | 0     |
| 2015-2016             | RSC Anderlecht                | Jupiler Pro League    | 3           | 0           | 0           | 1                     | 0                     | 0                     | -          | -          | -          | -                              | -                              | -                              | -                              | 4     | 0     | 0     |
| Sous-total            | Sous-total                    | Sous-total            | 12          | 0           | 0           | 5                     | 1                     | 0                     | -          | -          | -          | -                              | 2                              | 0                              | 0                              | 19    | 1     | 0     |
| 2016-2017             | Olympique de Marseille (prêt) | Ligue 1               | 8           | 0           | 2           | 1                     | 0                     | 0                     | -          | -          | -          | -                              | -                              | -                              | -                              | 9     | 0     | 2     |
| 2017-2018             | SV Zulte Waregem (prêt)       | Jupiler Pro League    | 24          | 6           | 1           | 2                     | 1                     | 0                     | 1          | 0          | 0          | C3                             | 5                              | 2                              | 0                              | 32    | 9     | 1     |
| 2018-2019             | Toulouse FC                   | Ligue 1               | 28          | 4           | 0           | 4                     | 2                     | 0                     | -          | -          | -          | -                              | -                              | -                              | -                              | 32    | 6     | 0     |
| 2019-2020             | Toulouse FC                   | Ligue 1               | 22          | 2           | 0           | 1                     | 0                     | 0                     | -          | -          | -          | -                              | -                              | -                              | -                              | 23    | 2     | 0     |
| 2020-2021             | Toulouse FC                   | Ligue 2               | 2           | 0           | 0           | -                     | -                     | 0                     | -          | -          | -          | -                              | -                              | -                              | -                              | 2     | 0     | 0     |
| Sous-total            | Sous-total                    | Sous-total            | 52          | 6           | 0           | 5                     | 2                     | 0                     | -          | -          | -          | -                              | -                              | -                              | -                              | 57    | 8     | 0     |
| 2020-2021             | FC Metz (prêt)                | Ligue 1               | 21          | 4           | 0           | 3                     | 1                     | 0                     | -          | -          | -          | -                              | -                              | -                              | -                              | 24    | 5     | 0     |
| 2021-2022             | Barnsley FC                   | Championship          | 25          | 3           | 0           | 2                     | 0                     | 0                     | -          | -          | -          | -                              | -                              | -                              | -                              | 27    | 3     | 0     |
| 2022-2023             | Adanaspor                     | 1.Lig                 | 10          | 2           | 1           | -                     | -                     | -                     | -          | -          | -          | -                              | -                              | -                              | -                              | 10    | 2     | 1     |
| 2022-2023             | Tuzlaspor                     | 1.Lig                 | 11          | 4           | 1           | -                     | -                     | -                     | -          | -          | -          | -                              | -                              | -                              | -                              | 11    | 4     | 1     |
| 2023-2024             | Hapoël Hadera                 | Ligat Ha'Al           | 2           | 1           | 0           | -                     | -                     | -                     | -          | -          | -          | -                              | -                              | -                              | -                              | 2     | 1     | 0     |
| 2023-2024             | OFI Crète                     | Super League          | 13          | 4           | 1           | 1                     | 1                     | 0                     | -          | -          | -          | -                              | -                              | -                              | -                              | 14    | 5     | 1     |
| 2024-2025             | OFI Crète                     | Super League          | 2           | 0           | 0           | -                     | -                     | -                     | -          | -          | -          | -                              | -                              | -                              | -                              | 2     | 0     | 0     |
| Sous-total            | Sous-total                    | Sous-total            | 15          | 4           | 1           | 1                     | 1                     | 0                     | -          | -          | -          | -                              | -                              | -                              | -                              | 16    | 5     | 1     |
| 2024-2025             | CSKA Sofia                    | Efbet Liga            | 20          | 0           | 0           | 2                     | 1                     | 0                     | -          | -          | -          | -                              | -                              | -                              | -                              | 22    | 1     | 0     |
| Total sur la carrière | Total sur la carrière         | Total sur la carrière | 200         | 30          | 6           | 21                    | 7                     | 0                     | 1          | 0          | 0          | -                              | 7                              | 2                              | 0                              | 229   | 39    | 6     |

## Palmarès
RSC Anderlecht
- Finaliste de la Coupe de Belgique en 2015

 SV Zulte Waregem
- Finaliste de la Supercoupe de Belgique en 2017

## Vie privée
Il est le frère cadet de Michy Batshuayi, footballeur international belge qui joue au Galatasaray SK.
Bien qu'ils soient de véritables frères, Aaron Leya Iseka et son frère Michy Batshuayi ne portent pas le même nom de famille. En effet, l'un porte le nom du père (Batshuayi), l'autre le nom de la mère (Leya Iseka). Leya Iseka l'explique du fait que sa mère a insisté pour qu'au moins l'un des enfants de la famille porte son nom de famille.